# Wirtschaftskrise in Sri Lanka ab 2019
Etwa ab dem Jahr 2019 geriet Sri Lanka in die schwerste Wirtschaftskrise seit der Unabhängigkeit des Landes im Jahr 1948, die neben den ökonomischen Auswirkungen auch politische Verwerfungen zur Folge hatte.

## Vorgeschichte

### Zahlungsbilanzdefizit und steigende Staatsschulden

Zahlungsbilanz und Exporte bzw. Importe an Gütern und Dienstleistungen 2010 bis 2020 von Sri Lanka nach Daten der Weltbank in US$

Nach Ansicht vieler Experten bahnte sich die Wirtschaftskrise schon seit den Präsidentschaften Mahinda Rajapaksas (bis 2015) und Maithripala Sirisenas (2015 bis 2019) an. Das Wachstum in den Jahren 2015–2019 lag zwar bei bis zu 5 Prozent jährlich, jedoch überstiegen die jährlichen Importe mit 18 Milliarden US$ deutlich die Exporte von etwa 10 Mrd. US$, was auch nicht durch Überweisungen der im Ausland arbeitenden Sri-Lanker von durchschnittlich etwa 5 Mrd. US$ ausgeglichen werden konnte. Das jährliche Zahlungsbilanzdefizit belief sich damit auf etwa 3 Mrd. US$. Hinzu kam ein anhaltendes deutliches Defizit des Staatshaushalts. Die resultierenden Kreditaufnahmen aus dem Ausland führten zum starken Anstieg der Staatsverschuldung – binnen zehn Jahren von 70 % auf über 100 % des BIP.

### Gescheiterte Reformversuche
Im November 2015 veröffentlichte der damalige Premierminister Ranil Wickremesinghe im Parlament eine Analyse, in der wirtschaftspolitische Korrekturen vorgeschlagen wurden: eine Dämpfung des Konsums zur Reduzierung der Importe, die Förderung von Exporten, insbesondere im Hightech-Bereich, die stärkere Diversifizierung der Investitionen, die ganz überwiegend in den Tourismus-Sektor gegangen waren, auch auf andere Bereiche der Wirtschaft, die stärkere internationale Vernetzung der sri-lankischen Wirtschaft durch bilaterale und multilaterale Wirtschaftsabkommen, sowie eine solidere Staatsfinanzierung durch verstärkte direkte anstelle der bisherigen indirekten Steuern. Die Vorschläge fanden das Lob von Wirtschaftsexperten, aber letztlich scheiterte die Umsetzung der Maßnahmen an Differenzen in der Regierungskoalition von UNP und SLFP. Hier unterstützte nur die UNP die Maßnahmen. Auch zwischen Präsident Sirisena und Premierminister Wickremesinghe gab es Meinungsverschiedenheiten in Bezug auf die Wirtschaftspolitik, die mit zur zeitweiligen Entlassung des Premierministers im Jahr 2018 führten. Die ohnehin schon sehr zögerlich in Angriff genommenen Maßnahmen wurden mehr als konterkariert durch großzügige Wählergeschenke seitens der Regierung, die während der kurzen Amtszeit von Mahinda Rajapaksa als Premierminister 2018 und im folgenden Wahljahr 2019 gemacht wurden. Alleine die Steuersenkungen des Jahres 2019 führten zu jährlichen Einnahmeverlusten des Staates von 1,4 Milliarden US$.
Das langjährige chronische Defizit in der Zahlungsbilanz und der hohe Kreditbedarf der Regierung hätten unter normalen Umständen zu einem Wertverlust der sri-lankischen Rupie geführt. Dies hätte den Schuldendienst verteuert und die Preise importierter Güter erhöht. Um dieses Szenario zu verhindern, griff die Regierung in die Geldpolitik ein, indem sie Kapitalverkehrskontrollen und einen Zwangsumtausch von Deviseneinnahmen einführte. Die Zentralbank begann in zunehmendem Maße Staatsanleihen aufzukaufen. Um Preiserhöhungen zu begegnen, wurden staatlicherseits Preise festgesetzt.
Der Direktor der Zentralbank von Sri Lanka, Indrajit Coomaraswamy, schlug 2019 ein Gesetz vor, das die Zentralbank von politischen Entscheidungen unabhängig gemacht hätte. Das Gesetz sah vor, dass im Aufsichtsrat der Bank kein Regierungsmitglied sitzen, und dass die Bank die Geldpolitik unabhängig nach vorgegebenen allgemeinen Zielen gestalten dürfte. Insbesondere sollte es der Bank nicht erlaubt sein, Staatsanleihen oder andere staatliche Güter aufzukaufen. Nach dem politischen Machtwechsel nach der Präsidentschaftswahl 2019 wurde das Gesetzesprojekt durch die neue Regierung unter Premierminister Mahinda Rajapaksa jedoch ad acta gelegt.

### Rolle der Volksrepublik China
Zu einem Diskussionsthema entwickelte sich die Rolle der Volksrepublik China. Chinesische Staatsunternehmen hatten in der Vergangenheit eine wichtige Rolle bei der Kreditfinanzierung von Großprojekten gespielt. Besonders bekannt waren der Tiefwasserhafen in Hambantota und der internationale Flughafen Mattala Rajapaksa. Beide Projekte waren mit chinesischen Krediten finanziert worden, hatten aber bei weitem nicht die in sie gesteckten wirtschaftlichen Erwartungen erfüllt. Sri Lanka war schließlich im Jahr 2017 aus wirtschaftlichen Gründen gezwungen gewesen, den Tiefwasserhafen für 99 Jahre an ein chinesisches Staatsunternehmen zu verpachten. Der Volksrepublik wurde – nicht zum ersten Mal – der Vorwurf gemacht, das Land in eine „Schuldenfalle“ gelockt zu haben, um dann anschließend wertvolle Ressourcen als Pfand in Beschlag nehmen zu können. Dieser Analyse wurde allerdings auch von Wirtschaftsexperten widersprochen, die darauf hinwiesen, dass die Initiativen für die Großprojekte von sri-lankischer Seite ausgegangen seien und dass auch westliche Gutachten die Projekte positiv begutachtet hatten. Sri Lankas Schuldenproblem sei „nicht in China gemacht worden“.

## Kollaps im Jahr 2022

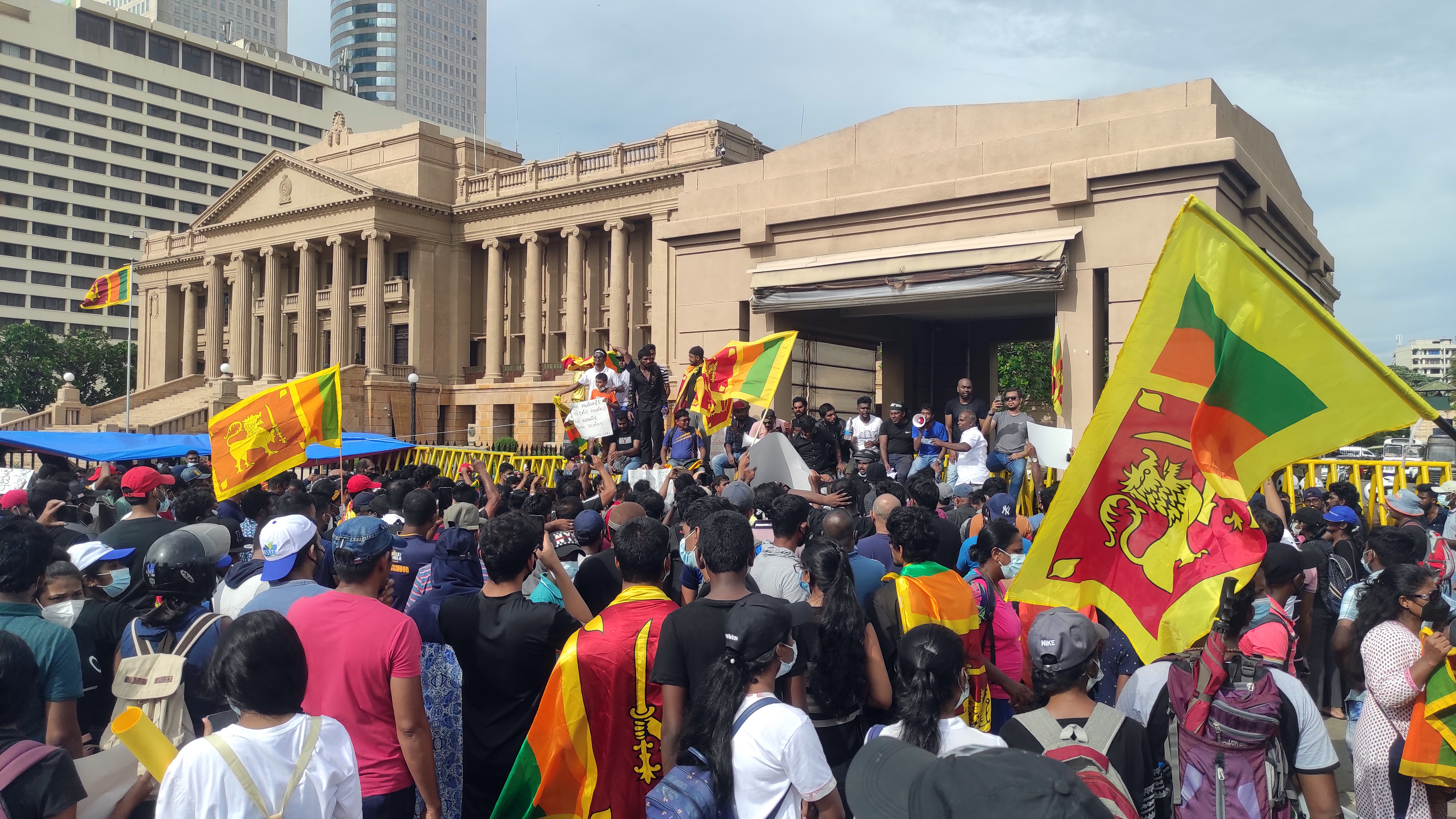
Massenproteste vor dem Sekretariat des Präsidenten in Colombo am 13. April 2022

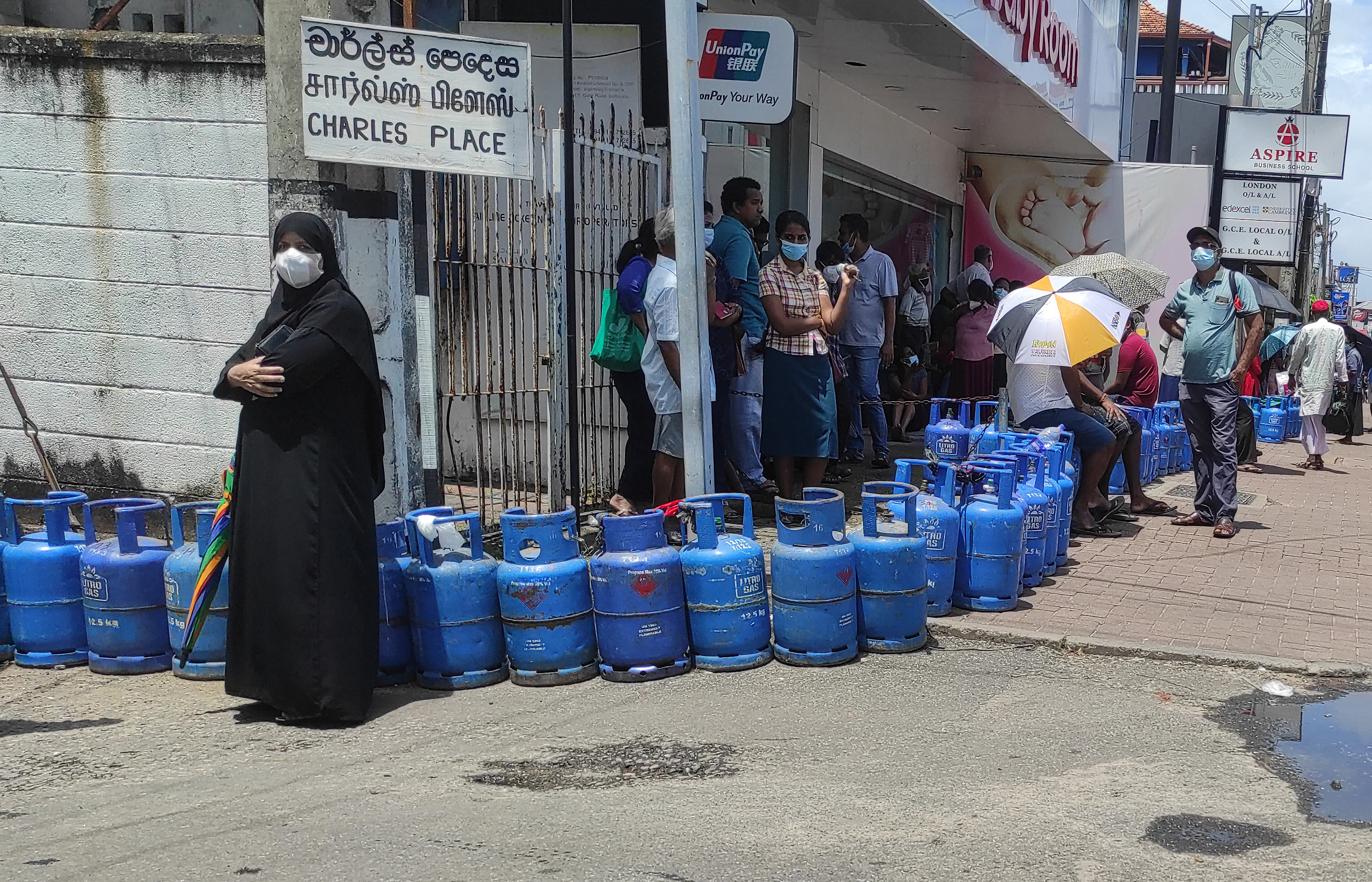
Warteschlange zur Auffüllung von Flüssiggasbehältern am 23. Mai 2022 in Colombo

### Unmittelbar auslösende Faktoren
Im Jahr 2021 verbot die Regierung den Import synthetischer Düngemitteln sowie Pestizide, in der Absicht, damit ausschließlich ökologische Landwirtschaft zu nutzen. Die Entscheidung der Regierung basierte nicht auf wissenschaftlichen Erkenntnissen, sondern auf Falschinformationen gegenüber synthetischer Düngemittel und Pestiziden, von denen angeblich eine erhebliche Gesundheitsgefahr (z. B. chronisches Nierenversagen) ausgehe. Außerdem wurde nicht berücksichtigt, dass die Erträge in der Biolandwirtschaft geringer ausfallen und eine Umstellung mehrere Jahre in Anspruch nehmen würde. Dies führte dazu, dass die landwirtschaftliche Produktion nach dem abrupten Verbot sank – Lebensmittelknappheit und ein dramatischer Anstieg der Lebenshaltungskosten folgten. Gerade der Anbau von Tee als größte Exportware wurde schwer getroffen. Zudem befeuerten steigende Lebensmittelpreise auf dem Weltmarkt den Anstieg der Lebensmittelpreise: Die Inflationsrate der Lebensmittelpreise lag im Oktober 2021 bei mehr als 85 %. Während 2019 9,1 % der Haushalte kaum Nahrungsmittel zur Verfügung standen, lag der Anteil 2022 bei etwa 30 %. Nach scharfen Protesten hob die Regierung das Verbot im November 2021 wieder auf.
Zwei wesentliche Ereignisse beschleunigten den sich seit Jahren anbahnenden Kollaps der Staatsfinanzen: zum einen die COVID-19-Pandemie und zum anderen die im Februar 2022 begonnene russische Invasion der Ukraine.

Monatliche Einnahmen aus dem Tourismus in Sri Lanka

Schon nach den schweren islamistischen Bombenanschlägen im Jahr 2019 war der Tourismus – nach der Bekleidungsindustrie und den Überweisungen der Auslands-Sri-Lanker die drittwichtigste Einnahmequelle – um 18 Prozent eingebrochen. Die seit 2020 sich ausbreitende COVID-19-Pandemie führte zu weiteren Rückschlägen und die Tourismusindustrie zeigte erst ab November 2021, als die sri-lankische Regierung alle Quarantänebestimmungen für geimpfte Touristen aufhob, erste Erholungszeichen. Allerdings wurde der Tourismus in der ersten Jahreshälfte 2022 durch die von der Regierung verhängten Importrestriktionen und die sich daraus ergebenden Güterverknappungen erneut ausgebremst.
Vor Russlands Angriff auf die Ukraine kamen etwa 30 Prozent der Touristen in Sri Lanka aus Russland, der Ukraine, Polen und Belarus. Der Krieg ließ diese Touristenströme weitgehend versiegen und führte außerdem dazu, dass sich der Preis für Rohöl und -produkte – eines der Hauptimportgüter Sri Lankas – deutlich verteuerte. Besonders getroffen wurde auch die Tee-Industrie, für die Osteuropa einer der Haupt-Absatzmärkte war.
Die Regierung nahm am 8. März 2022 eine Abwertung der sri-lankischen Rupie vor und bat am 19. April den Internationalen Währungsfonds (IMF) offiziell um Finanzhilfe. Die von ihr verhängten Importrestriktionen führten zur starken Verknappung insbesondere von Treibstoff und zu Preissteigerungen bei Nahrungsmitteln und Medikamenten. Ärzte warnten vor einer humanitären Katastrophe beim Fehlen lebensnotwendiger Medikamente. Die Inflationsrate betrug im Vergleich zum Vorjahr im März und April 2022 18,7 bzw. 29,8 Prozent. Besonders betroffen waren Nahrungsmittel mit 46,6 Prozent Preissteigerung im April 2022 im Vergleich zum Vorjahr.
Die Einstufungen der Kreditwürdigkeit Sri Lankas durch die drei großen Ratingagenturen Fitch, Moody’s und S&P Global Ratings, die bis zum Mai 2020 stabil geblieben waren, verschlechterten sich in der Folgezeit und lagen im Mai 2022 bei Speculative Grade (Extremely Speculative bzw. In Default). Am 12. April 2022 stellte Sri Lanka die Rückzahlungen und Zinszahlungen seiner Staatsschulden vorläufig ein, was faktisch einem Staatsbankrott gleichkam. In der Begründung des Finanzministeriums wurden der Russland-Ukraine-Krieg und die COVID-19-Pandemie als wesentliche Gründe für den Zahlungsausfall genannt.

### Regierungswechsel und die Zeit danach

Monatliche Inflationsrate in Sri Lanka 2020 bis 2023

Am 9. Mai 2022 trat Premierminister Mahinda Rajapaksa angesichts anhaltender gewalttätiger Massenproteste von seinem Amt zurück, und wenig später folgte die ganze übrige Regierung. Am 10. Mai 2022 gab die Regierung einen Schießbefehl gegen gewalttätige Demonstranten an die Sicherheitskräfte aus. Um die Lage zu beruhigen, ernannte Präsident Gotabaya Rajapaksa den Oppositionspolitiker Ranil Wickremesinghe zum neuen Premierminister. Am 9. Juli 2022 erstürmten wütende Demonstranten den Präsidentenpalast in Colombo. Sie machten den Familienclan der Rajapaksas für die wirtschaftliche Misere verantwortlich. Der Präsident war zuvor in Sicherheit gebracht worden. Daraufhin erklärte Premier Wickremesinghe, zurücktreten zu wollen, um einer Allparteienregierung Platz zu machen. Am 11. Juli 2022 kündigte Präsident Rajapaksa seinen Rücktritt an und floh zwei Tage später auf die Malediven und danach nach Singapur, wo er seinen Amtsverzicht erklärte. Wickremesinghe übernahm daraufhin die Rolle als Übergangspräsident. Am 13. Juli 2022 verhängte die Übergangsregierung den Notstand und eine Ausgangssperre. Aufgrund der Vakanz des Präsidentenamtes musste gemäß den Verfassungsbestimmungen eine Neuwahl durch das Parlament erfolgen. Am 20. Juli 2022 wurde Wickremesinghe zum neuen Präsidenten gewählt.
Am 1. September 2022 genehmigte der Internationale Währungsfonds vorläufig ein Rettungspaket in Höhe von 2,9 Milliarden US-Dollar für Sri Lanka.
Am 6. September 2022 veröffentlichte die UN-Hochkommissarin für Menschenrechte Michelle Bachelet einen Bericht zur Lage der Menschenrechte in Sri Lanka, in dem die Regierung Sri Lankas aufgefordert wurde, „einen nationalen Dialog einzuleiten, der die Menschenrechte und die Aussöhnung voranbringt“, und „die tiefgreifenden institutionellen und sicherheitspolitischen Reformen durchzuführen, die notwendig sind, um zu verhindern, dass sich die Menschenrechtsverletzungen der Vergangenheit wiederholen“. Die Regierung stünde vor großen Herausforderungen, darunter „schmerzhafte Wirtschaftsreformen mit dem Risiko weiterer Gewalt“. Jedoch müssten „die tieferen Ursachen der derzeitigen Krise angegangen werden, einschließlich der Straffreiheit für Menschenrechtsverletzungen und Wirtschaftsverbrechen“. Mit ihren Bemerkungen zielte die Hochkommissarin auf die bislang unaufgearbeiteten Menschenrechtsverbrechen während der Zeit des Bürgerkriegs vor 2009 und die immer noch zum Teil weiterbestehende ethnische Diskriminierung der tamilischen Minderheit.
Am 22. Oktober 2022 beschloss das sri-lankische Parlament eine Verfassungsänderung, die die exekutiven Befugnisse des Präsidenten beschnitt. Damit wurde eine zentrale Forderung der Demonstranten erfüllt.
Die Inflationsrate im Vergleich zum Vorjahresmonat stieg bis auf ein Maximum von 73,7 % im September 2022 an und fiel danach wieder ab. Die Zentralbank Sri Lankas erwartete im Januar 2023 einen Rückgang bis zum Jahresende 2023 auf unter 10 Prozent. Tatsächlich lag die Inflationsrate schon im Juli 2023 bei unter 5 %. Die Abnahme des Bruttoinlandsprodukts im Jahr 2022 wurde auf 8 Prozent geschätzt. Die Zentralbank rechnete mit einer Erholung ab der zweiten Jahreshälfte 2023.

### Situation im Jahr 2024
In einer am 2. April 2024 erschienenen Publikation der Weltbank wurde konstatiert, dass sich die makroökonomische Lage stabilisiert habe. Im Jahr 2022 war die Wirtschaft Sri Lankas um 7,3 Prozent geschrumpft. Im Jahr 2023 schrumpfte sie um weitere 2,3 Prozent, wobei in der zweiten Jahreshälfte schon ein geringes Plus vorlag. Für die Jahre 2024 bis 2026 wurde ein moderates Wirtschaftswachstum von 2 bis 3 Prozent erwartet. Der Tourismus erholte sich zwar wieder, nachdem er zwischen Mai 2020 und Juli 2021 praktisch vollständig zum Erliegen gekommen war, erreichte aber noch nicht das Vorkrisenniveau. Die Armutsquote (unter 3,65 US$ pro Tag, 2017 PPP) stieg von 11,3 Prozent 2017 auf 25,9 Prozent 2023 an. Die Weltbank mahnte weitere Reformen bei der Finanz- und Wirtschaftspolitik an, die private und ausländische Investitionen anziehen sollten. Diese Reformen müssten auch gegen eventuelle politische Widerstände durchgesetzt werden.

## Schuldenrestrukturierung
Am 22. März 2023 wurde ein Nothilfeabkommen mit dem Internationalen Währungsfonds in Höhe von 3 Milliarden US$ abgeschlossen.
Am 9. Mai 2023 wurde durch Vertreter von 17 Kreditgeber-Staaten das Official Creditor Committee (OCC, „Offizielles Geldgeber-Komitee“) gebildet. Die 17 Staaten waren die 15 Mitglieder des Pariser Clubs Australien, Österreich, Belgien, Kanada, Dänemark, Frankreich, Deutschland, Japan, Südkorea, die Niederlande, Russland, Spanien, Schweden, das Vereinigte Königreich, die Vereinigten Staaten von Amerika und die beiden Pariser-Club-Nichtmitglieder Indien und Ungarn. Den Vorsitz in diesem Komitee führten gemeinsam Indien, Japan und Frankreich. Den Treffen des OCC wohnten auch Vertreter des Internationalen Währungsfonds, der Weltbank, der Volksrepublik China, der Asiatischen Entwicklungsbank, Saudi-Arabiens und Irans bei. Am 29. November 2023 einigten sich OCC und Sri Lanka grundsätzlich über die weitere Behandlung der sri-lankischen Kreditschulden. Diese Einigung erlaubte dem IWF, die weitere Kreditvergabe an Sri Lanka über den Extended Fund Facility-Mechanismus fortzuführen.
Am 13. Oktober 2023 erzielte Sri Lanka ein Übereinkommen mit der Volksrepublik China über Schulden in Höhe von 4,2 Milliarden US$. Die Details des Abkommens blieben geheim.
Am 26. Juni 2024 wurde eine endgültige Einigung zwischen dem OCC und Sri Lanka, basierend auf der Erklärung vom 29. November des Vorjahres erzielt. Die Einigung betraf USD 5,8 Milliarden US$ Auslandsschulden Sri Lankas bei staatlichen Gläubigern und umfasste einen erheblichen Schuldenerlass.

## Staatsschuldenstatistik
Nach Angaben des sri-lankischen Finanzministeriums hatte Sri Lanka Ende September 2023 Staatsschulden in Höhe von 91,114 Milliarden US$, davon 51,223 Milliarden US$ gegenüber inländischen und 36,384 Milliarden US$ gegenüber ausländischen Gläubigern. Die Schulden gegenüber ausländischen Gläubigern setzten sich wie folgt zusammen:
| Kreditgeber                                      | Forderungen (Mio. US$) |
| ------------------------------------------------ | ---------------------- |
| Asiatische Entwicklungsbank                      | 05.956,7               |
| Weltbank                                         | 04.066,7               |
| IWF                                              | 00.333,1               |
| IFAD                                             | 00.164,9               |
| OFID                                             | 00.119,5               |
| Europäische Investitionsbank                     | 00.093,5               |
| AIIB                                             | 00.090,5               |
| Nordic Development Fund                          | 00.014,2               |
| Multilaterale Kreditgeber insgesamt              | 10.839,1               |
| Japan                                            | 02.395,1               |
| Frankreich                                       | 00.417,0               |
| Südkorea                                         | 00.293,3               |
| Niederlande                                      | 00.239,4               |
| Deutschland                                      | 00.195,0               |
| Vereinigtes Königreich                           | 00.190,6               |
| Vereinigte Staaten                               | 00.132,5               |
| Österreich                                       | 00.103,8               |
| Spanien                                          | 00.096,9               |
| Russland                                         | 00.035,4               |
| Schweden                                         | 00.034,7               |
| Dänemark                                         | 00.032,0               |
| Australien                                       | 00.025,0               |
| Kanada                                           | 00.018,2               |
| Belgien                                          | 00.09,7                |
| Bilaterale staatliche Kreditgeber insgesamt      | 04.218,3               |
| Volksrepublik China                              | 04.653,8               |
| Indien                                           | 01.618,4               |
| Saudi-Arabien                                    | 00.146,0               |
| Kuwait                                           | 00.094,8               |
| Ungarn                                           | 00.046,1               |
| Iran                                             | 00.032,9               |
| Pakistan                                         | 00.02,1                |
| Bilaterale nichtstaatliche Kreditgeber insgesamt | 06.594,0               |
| Internationale Staatsanleihen                    | 12.550,0               |
| Befristete Darlehen (China Development Bank)     | 02.183,0               |
| Kommerzielle Kreditgeber insgesamt               | 14.733,0               |
| Gesamt                                           | 36.384,5               |